# Міа Коуту
Анто́ніу Емíліу Ле́йті Ко́уту, більш відомий як Мíа Ко́уту (порт. Mia Couto — António Emílio Leite Couto, 5 липня 1955, Бейра) — мозамбіцький письменник, журналіст, публіцист, вчений-біолог.
Член-кореспондент Бразильської академії літератури (з 1998) .

## Життєпис
Міа Коуту народився і виріс у Бейрі, столиці  провінції Софала, другому за значенням місті Мозамбіку в сім'ї португальських колоністів, які перебралися до Африки на початку 50-х років ХХ століття. У 14-річному віці (1969) опублікував у місцевій газеті «Notícias da Beira» кілька віршів під псевдонімом "Міа" (ономатопея нявчання), оскільки дуже любив котів.
У 1971 переїхав до столиці Мозамбіку, де поступив на медичний факультет Університету Лоуренсу-Маркіша.
Після перемоги Революції гвоздик у Португалії та отримання Мозамбіком незалежності захопився журналістикою — працював редактором часопису «Tribuna», а згодом, взявши в університеті академічну відпустку, на пропозицію керівництва ФРЕЛІМО очолив новостворене Інформаційне агентство Мозамбіку (AIM). Свою першу збірку поезій «Raiz do Orvalho» (Коріння роси) Коуту видав друком 1983 року.

У 1985 звільнився з посади редактора газети «Notícias», щоб закінчити університетський курс з біології. Наразі Міа Коуту є професором екології Університету імені Едуарду Мондлане (UEM). Захоплення біологією спонукало його до заснування власної екологічної компанії «IMPACTO Lda», яка опікується захистом довкілля, вивченням впливу життєдіяльності людини на навколишнє середовище, а також науковими дослідженнями біосфери долини річки Лімпопо..
Міа Коуту — один із найзначніших письменників Мозамбіку, чиї твори опубліковані у більш ніж 20 країнах, перекладені англійською, естонською, іспанською, італійською, каталонською, китайською, німецькою, сербською, французькою, українською, чеською мовами. Його роман Terra Sonâmbula (Сомнамбулічна Земля) на Міжнародному книжковому ярмарку в Хараре 2002 був названий серед 12 кращих африканських книг XX століття.
Твори Коуту вирізняє унікальний ідіолект, сформований на  основі мозамбіцького варіанту португальської мови, пронизаного численними запозиченнями з мов народів банту, а віртуозна гра слів, активне творення авторських прислів’їв, приказок, загадок, метафор надає його книгам чарівного поетичного забарвлення та неповторного місцевого колориту.
Як письменник Міа Коуту перебуває під сильним впливом магічного реалізму, популярного в сучасній латиноамериканській літературі, що споріднює його з такими бразильськими авторами як Жуан Ґімараїнш Роза та Жоржі Амаду. Однак творчість Коуту все ж таки є невід'ємною частиною африканського культурно-мистецького простору, в якому традиційно домінує анімізм і тому стилістично належить до так званого «анімістичного реалізму».

## Твори
- Raiz do Orvalho (поезії, 1983)
- Vozes Anoitecidas (оповідання, 1986)
- Cada Homem É uma Raça (оповідання, 1990)
- Cronicando (публіцистика, 1991)
- Terra Sonâmbula (роман, 1992)
- Estórias Abensonhadas (оповідання, 1994)
- A Varanda do Frangipani (повість, 1996)
- Contos do Nascer da Terra (оповідання, 1997)
- Mar Me Quer (повість, 1998)
- Vinte e Zinco (повість, 1999)
- O Último Vôo do Flamingo (роман, 2000)
- O Gato e o Escuro (книга для дітей, 2001)
- Na Berma de Nenhuma Estrada e Outros Contos (оповідання, 2001)
- Um Rio Chamado Tempo, uma Casa Chamada Terra (роман, 2002)
- Contos do Nascer da Terra (оповідання, 2002)
- O País do Queixa Andar (публіцистика, 2003)
- O Fio das Missangas (оповідання, 2003)
- A chuva pasmada (повість, 2004)
- Pensatempos: textos de opinião (публіцистика, 2005)
- O Outro Pé da Sereia (роман, 2006)
- Venenos de Deus, Remédios do Diabo (роман, 2008)
- Jesusalém — в Бразилії книга має назву Antes de nascer o mundo (роман, 2009)
- Pensageiro frequente (публіцистика, 2010)
- A Confissão da Leoa (роман, 2012)
- Mulheres de cinzas (перший том трилогії As Areias do Imperador, 2015)
- A Espada e a Azagaia (другий том трилогії As Areias do Imperador, 2016)
- O Bebedor de Horizontes (третій том трилогії As Areias do Imperador, 2017)

## Нагороди, відзнаки
- Орден Сантьяго да Еспада (1998, Португалія),[3]
- Орден За заслуги в культурі (2009, Бразилія).[4]

### Лауреат премій
- 1995 — Асоціації письменників Мозамбіку,
- 1999 — імені Вержіліу Феррейри,
- 2001 — імені Маріу Антоніу,
- 2007 — міжнародної організації «Латинський Союз»,
- 2007 — літературного фонду компанії «Zaffari & Bourbon»,
- 2012 —  імені Едуарду Лоуренсу,
- 2013 — імені Камоенса,[5]
- 2014 — Нойштадт.[6]